# Gleichenia abscida
Gleichenia abscida är en ormbunkeart som beskrevs av Leonard Rodway. Gleichenia abscida ingår i släktet Gleichenia och familjen Gleicheniaceae. Inga underarter finns listade.